# Nishi-Shinjuku (metropolitana di Tokyo)
Nishi-Shinjuku (西新宿駅?, Nishi-Shinjuku-eki) è una stazione della metropolitana di Tokyo e si trova nel quartiere di Shinjuku a Tokyo. Essa serve la linea Marunouchi della Tokyo Metro.

## Stazioni adiacenti
| «                | Servizio         | »                |
| Linea Marunouchi | Linea Marunouchi | Linea Marunouchi |
| ---------------- | ---------------- | ---------------- |
| Nakano-sakaue    | Linea principale | Shinjuku         |